# Spargelsuppe

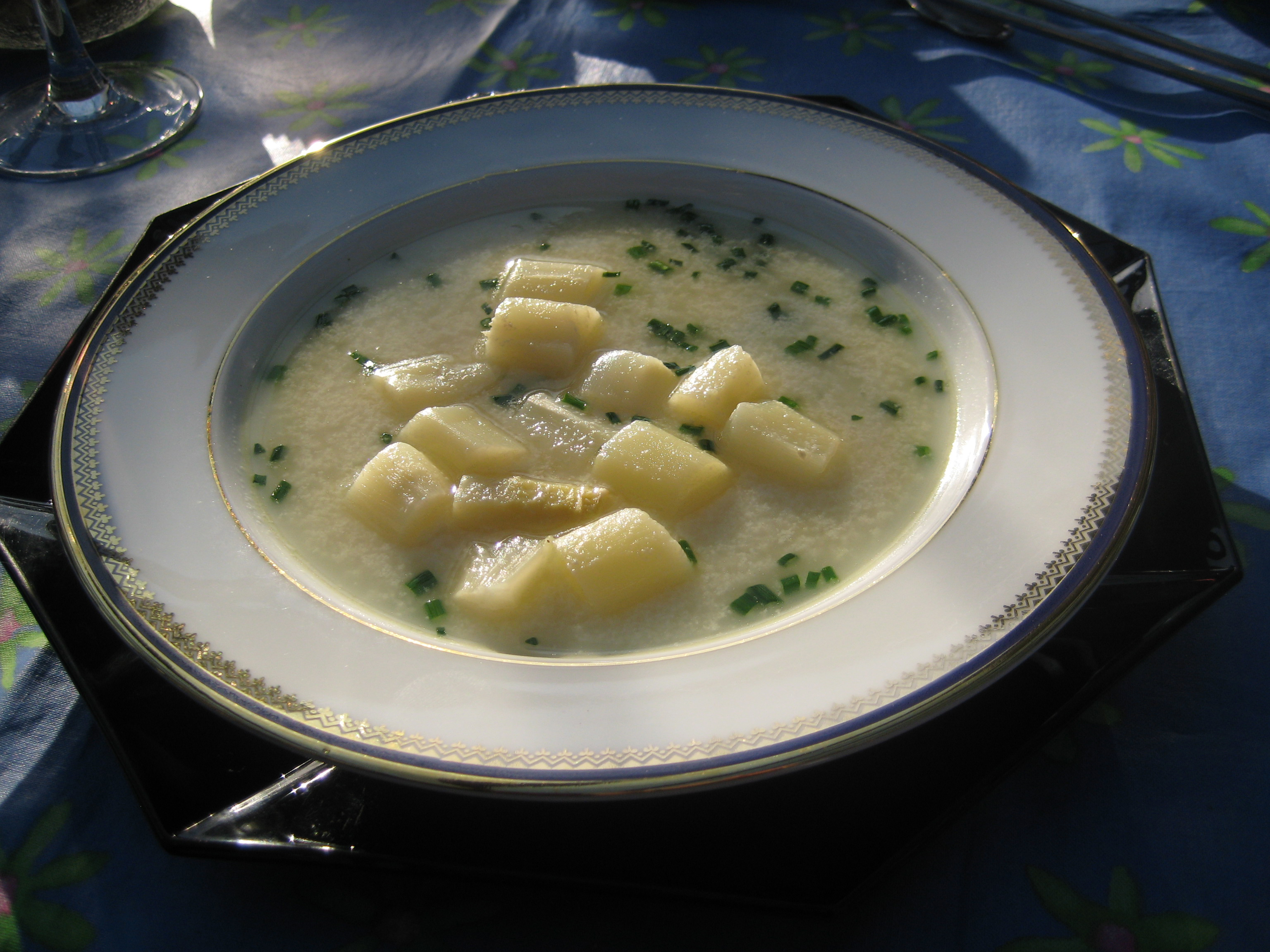
Spargelsuppe mit Spargelstücken als Einlage

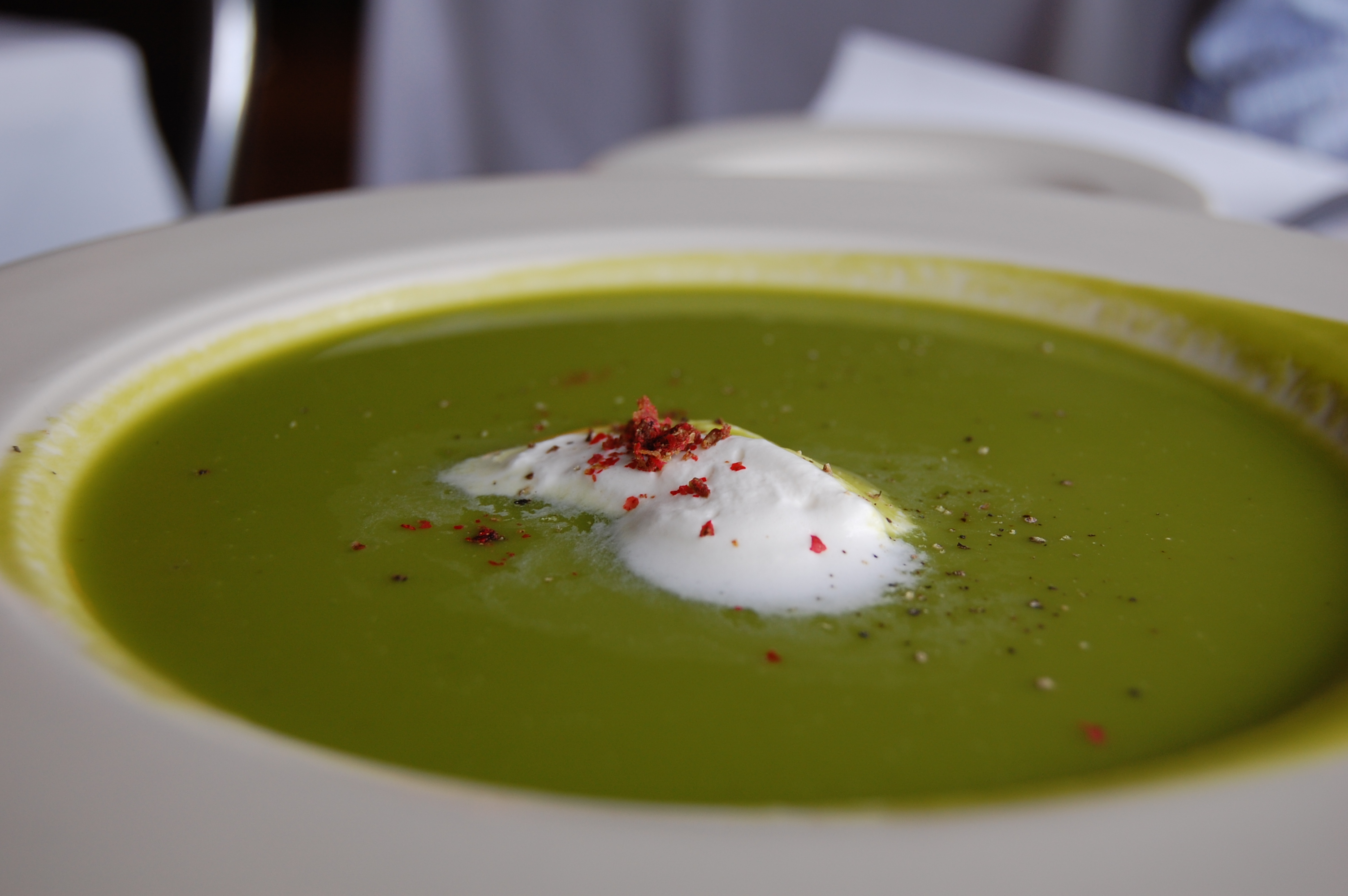
Geeiste Spargelsuppe mit Crème fraîche und rotem Pfeffer

Spargelsuppe ist eine legierte Suppe auf der Basis von Spargel, Spargel-Fond und heller (Fleisch-)Brühe, auch mit Spargelstückchen als Einlage oder mit Sahne und Eigelb verfeinert als Spargelcremesuppe. Der Fond kann aus den Schalen und Abschnitten der Spargelstangen gekocht werden, die beim Vorbereiten anfallen.

## Zubereitung
Gekochte Spargelstangen werden passiert, in (Kalbsknochen-)Brühe eingerührt und mit Mehlschwitze verkocht, dann mit Sahne und Eigelb legiert. Die Spargelspitzen können als Suppeneinlage im Ganzen gelassen werden.
Für industriell hergestellte Spargelcremesuppe aus der Tüte werden Spargelstücke getrocknet und gemahlen; meist kommen gefriergetrocknete Spargelstücke zum Einsatz. Ein herkömmliches Trockenprodukt enthält Geschmacksverstärker, Spargelaroma, Gewürze und modifizierte Stärke, aber oft relativ wenig Spargel.